# Mock turtle soup
La mock turtle soup (in italiano "finta zuppa di tartaruga") è un piatto inglese. Come suggerisce il nome, si tratta di una variante, a base di frattaglie di vitello, dell'autentica zuppa di tartaruga verde, più costosa e pregiata.

## Storia
La finta zuppa di tartaruga venne inventata in Inghilterra durante la metà del Settecento, periodo in cui la zuppa di tartaruga era divenuta molto popolare grazie ai marinai che, partendo dalle Indie occidentali, esportavano sul suolo britannico vari esemplari di tartarughe verdi. All'apice della sua popolarità in Inghilterra, la zuppa di testuggine era apparsa in diverse ricette e ciò aveva spinto i navigatori a condurre Oltremanica 15.000 tartarughe vive all'anno. Tuttavia, tali animali erano molto costosi e il loro commercio avrebbe presto portato alla loro estinzione. Per ovviare a tale circostanza, fu ideata la ricetta della mock turtle soup, ove la polpa di tartaruga viene sostituita dalle frattaglie del vitello e condita con vari ingredienti, fra cui le erbe aromatiche, che dovevano dare maggiore consistenza e sapore alla zuppa. Intanto l'originale zuppa, preparata con vera tartaruga, continuò a essere consumata dalle classi più abbienti e dalla nobiltà inglesi, diventando un classico della cucina vittoriana.
A conferma del suo successo in Europa, fra il diciottesimo e il ventesimo secolo la zuppa divenne una specialità dell'Oldenburgo e dell'Ammerland (Germania) ed è apparsa in La Cuisine classique (1856) del cuoco Urbain Dubois, ove viene riportata la preparazione della Potage de fausse tortue à la française. La mock turtle soup divenne anche popolare in diverse città del Nord America, fra cui Cincinnati, New Orleans e Filadelfia, che diedero vita a delle varianti locali del piatto.
Durante il Novecento, alcune aziende, fra cui la Heinz e la Campbell's, produssero la finta zuppa di tartaruga in scatola. In un'intervista di David Bourbon del 1962 in cui si parlò delle zuppe non più prodotte dalla Campbell's, l'artista Andy Warhol disse che la mock turtle soup a base di testa di vitello era la sua preferita. Durante gli anni sessanta, la zuppa subirà un drastico calo di notorietà negli USA, ma rimarrà ben accolta in poche aree fra cui la già citata Cincinnati.

## Preparazione
La finta zuppa di tartaruga è un consommé aromatizzato contenente alcune frattaglie del vitello fra cui la spalla e la zampa, la cui consistenza e sapore sono simili a quelli della vera carne di tartaruga verde. Martha Lloyd, un'amica della scrittrice Jane Austen, scrisse un elenco di ricette comprendenti la Mrs. Fowle's Mock Turtle Soup:
 Esistono diverse varianti della ricetta. Alcune di esse presentano altre parti del vitello fra cui la lingua, la coda e la pelle oltre alla carne di manzo, mentre alcune preparazioni sono insaporite con il prosciutto e le verdure.

## Nella cultura di massa

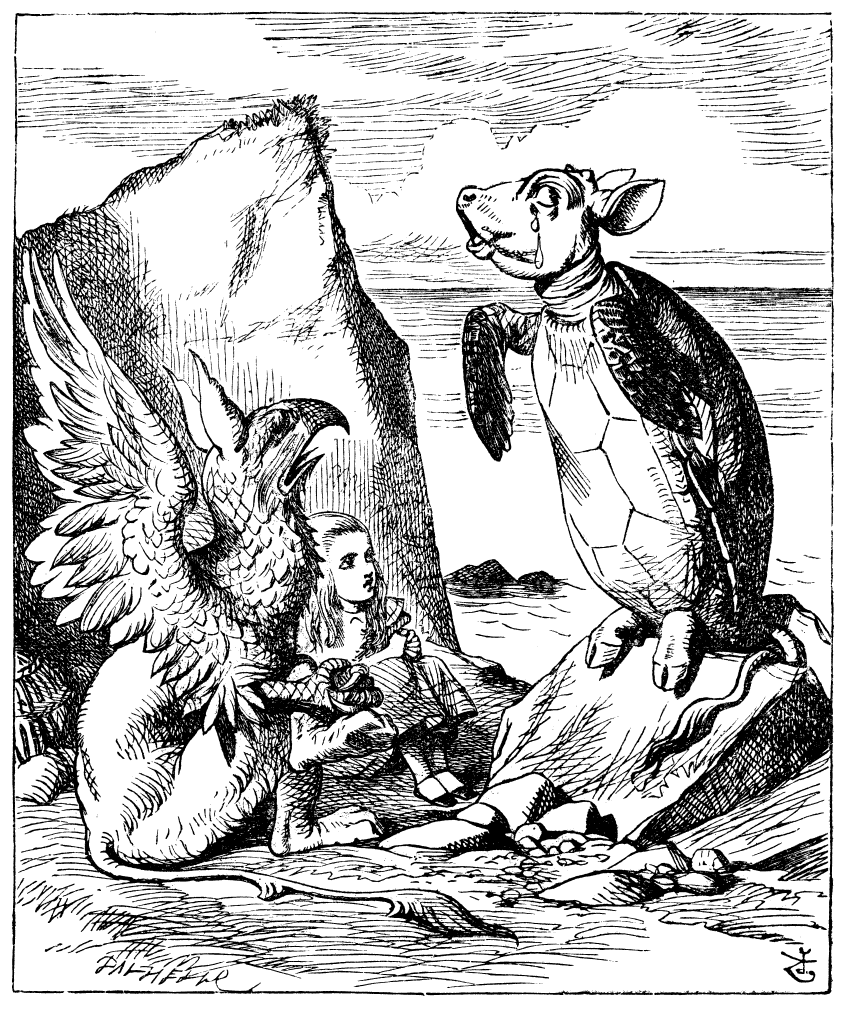
Illustrazione di John Tenniel per il romanzo Alice nel Paese delle Meraviglie raffigurante la Falsa Tartaruga, Alice e il Grifone (1865)

Il piatto è citato nel romanzo Alice nel Paese delle Meraviglie (1865) di Lewis Carroll, in cui viene anche descritta la Falsa Tartaruga: una malinconica creatura che viene usata per preparare la mock turtle soup:
(Storia della falsa testuggine (capitolo IX), Alice nel Paese delle Meraviglie)
Il piatto è citato due volte nell'Ulysses di James Joyce: